# Chiesa di Santa Caterina (Fidenza)
La chiesa di Santa Caterina, nota anche come santuario della Beata Vergine delle Grazie, è un luogo di culto cattolico dalle forme barocche, situato a lato della via Emilia a Parola, frazione di Fidenza, in provincia di Parma e diocesi di Fidenza; è sede di una parrocchia compresa nel vicariato di Fidenza.

## Storia
Il luogo di culto originario fu edificato in epoca medievale; la più antica testimonianza della sua esistenza risale al 1347, quando la cappella, fino ad allora dipendente dalla chiesa di Coduro, fu elevata a sede di parrocchia autonoma su richiesta degli abitanti di Parola.
Nel 1354 il tempio fu citato nel Liber extimi universi cleri parmensis, voluto dal vescovo di Parma Ugolino de' Rossi, tra le cappelle dipendenti dalla pieve di Borgo San Donnino.
Nel 1601 il luogo di culto fu aggregato alla nuova diocesi di Borgo San Donnino e nel 1663 fu elevato a prepositura.
Agli inizi del XVIII secolo la cappella medievale, contenente una venerata immagine quattrocentesca di Santa Caterina, si rivelò ormai inadeguata ad accogliere i numerosi pellegrini che vi si recavano; per questo motivo nel 1741 furono avviati i lavori di costruzione di un nuovo tempio molto più ampio, inglobando l'antico edificio che fu trasformato in una delle cappelle laterali; la chiesa barocca, progettata su modella del santuario della Gran Madre di Dio di Fidenza, fu completata nel 1749.
Agli inizi del XX secolo il campanile fu sopraelevato con l'aggiunta di una lanterna.

## Descrizione

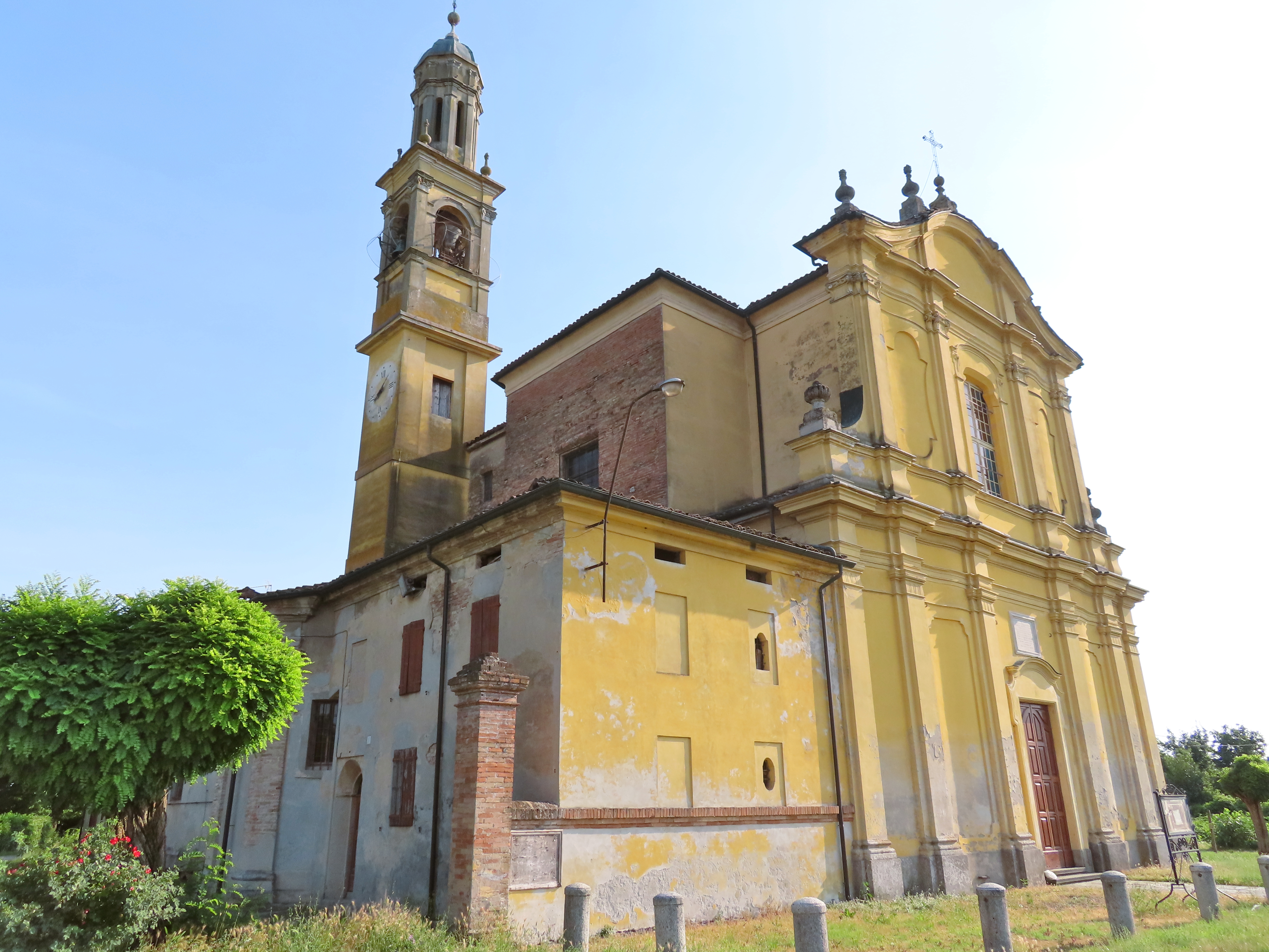
Facciata e lato est

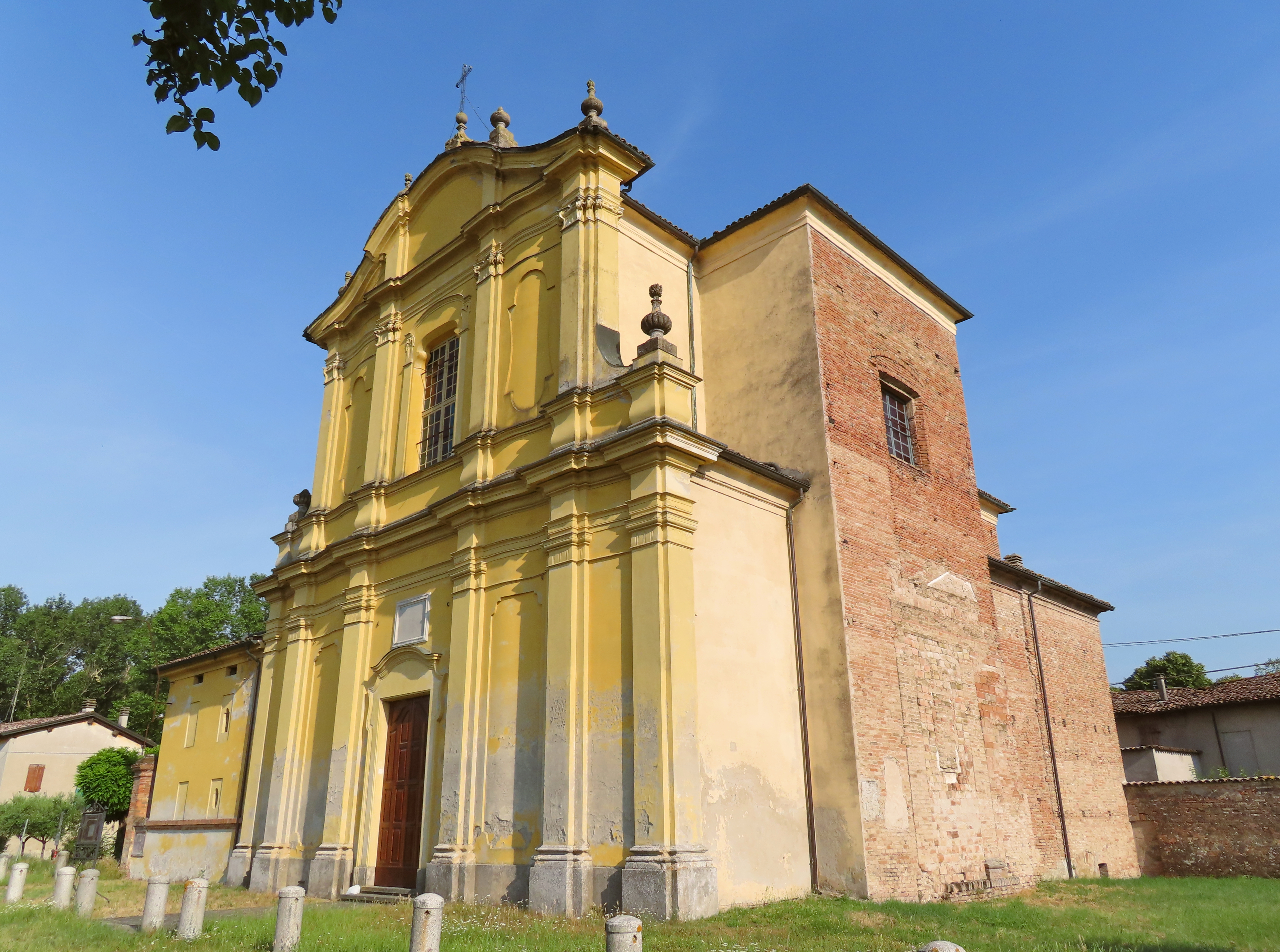
Facciata e lato ovest

La chiesa si sviluppa su un impianto a navata unica affiancata da cappelle, con ingresso a nord e presbiterio absidato a sud.
La simmetrica facciata monumentale, interamente intonacata, è suddivisa orizzontalmente in due parti da un alto cornicione modanato in aggetto. Inferiormente si elevano sei lesene binate coronate da capitelli dorici; al centro è collocato l'ampio portale d'ingresso, inquadrato da una cornice mistilinea e sormontato da una lapide marmorea; ai lati gli spazi sono decorati con specchiature con angoli smussati. Superiormente si ergono, in continuità con quelle centrali sottostanti, quattro lesene binate coronate da capitelli compositi; nel mezzo si apre un ampio finestrone ad arco mistilineo, delimitato da due lesene e sormontato da un arco ribassato; ai lati gli spazi sono ornati con specchiature mistilinee; alle estremità si allungano due volute, che terminano in due vasi ai margini. A coronamento del prospetto si staglia un largo frontone circolare, spezzato da due lesene binate e sormontato da quattro vasi e da una croce centrale.
Al termine del fianco sinistro si erge su tre ordini l'alto campanile intonacato; la cella campanaria si affaccia sulle quattro fronti attraverso ampie monofore ad arco a tutto sesto, delimitate da lesene coronate da capitelli compositi; in sommità, oltre il cornicione perimetrale in aggetto, si erge una lanterna a base ottagonale, illuminata da otto finestrelle ad arco tutto sesto scandite da lesene; a coronamento si staglia una piccola cupola a base ottagonale
All'interno la chiesa accoglie vari antichi dipinti.